# Hergensweiler

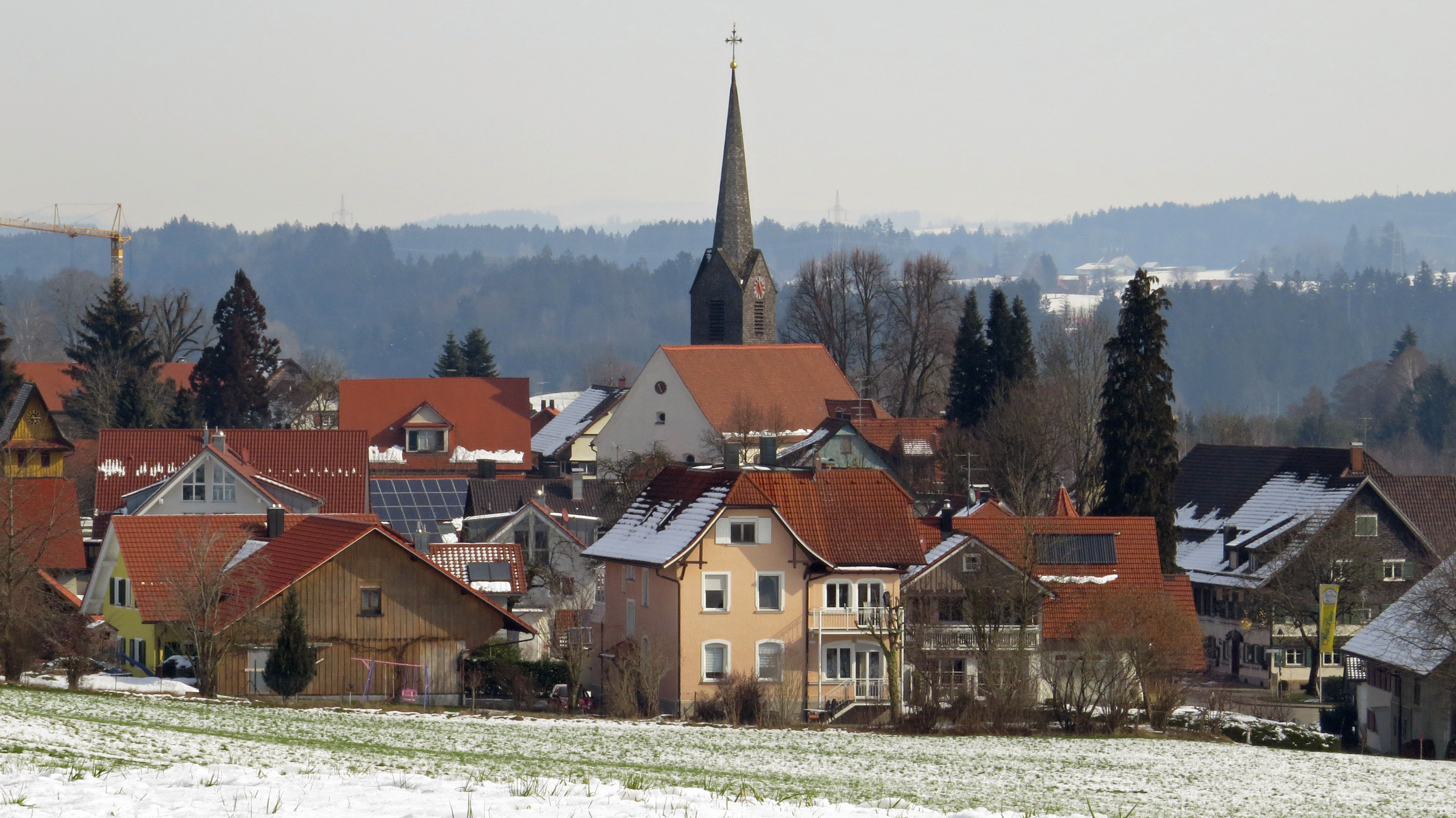
Hergensweiler von Südwesten

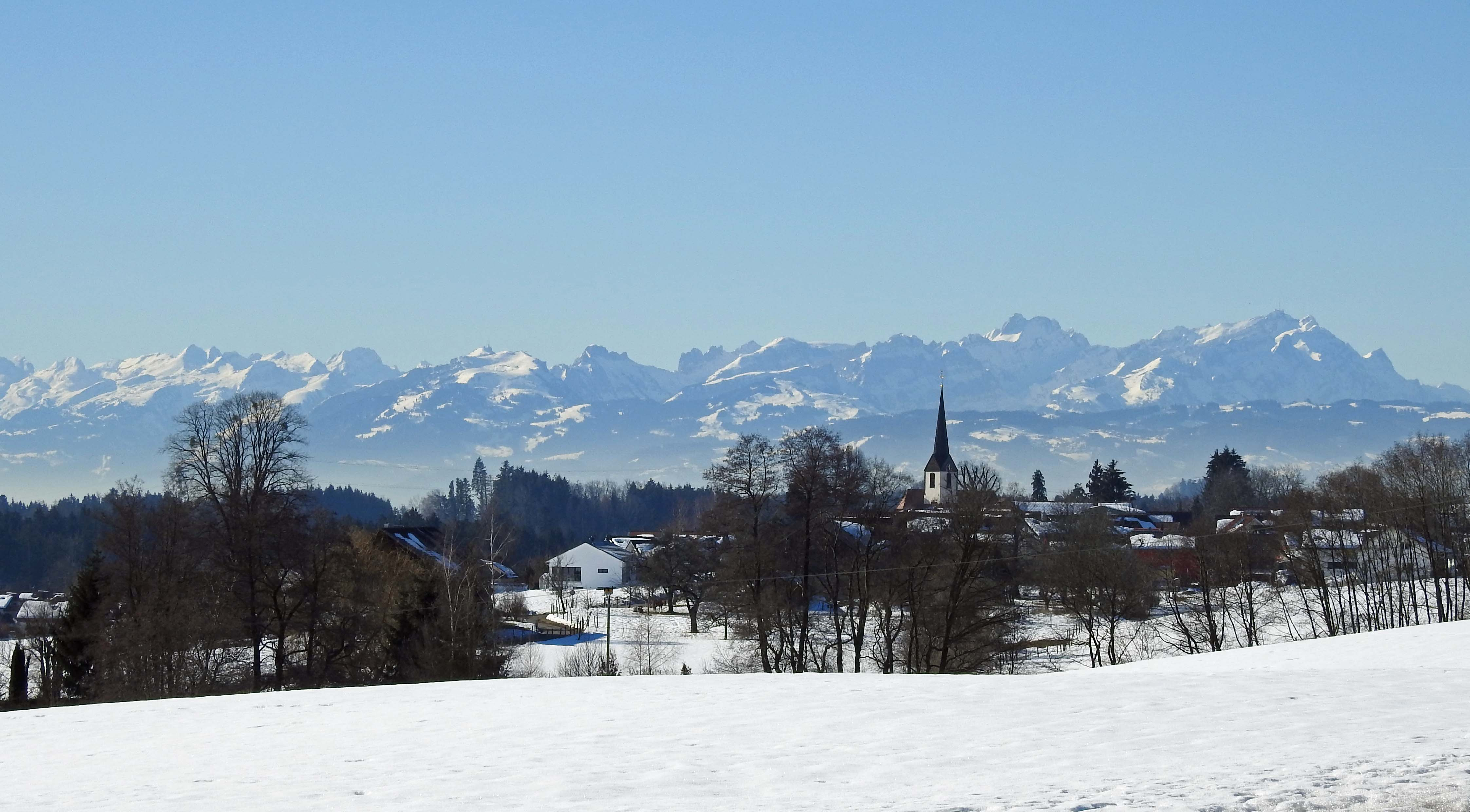
Hergensweiler von Nordosten mit Glarner und Appenzeller Alpen

Hergensweiler (mundartlich Hergenschwilar) ist eine Gemeinde im schwäbischen Landkreis Lindau (Bodensee).

## Geographie

### Lage
Die Gemeinde liegt in der Region Allgäu bzw. Westallgäu am bayerischen Nadelöhr zwischen Baden-Württemberg und Österreich.

### Gemeindegliederung
Es gibt 15 Gemeindeteile (in Klammern ist der Siedlungstyp angegeben):
- Altis (Einöde)
- Degermoos (Weiler)
- Hagers (Weiler)
- Hergensweiler (Pfarrdorf)
- Mietzlings (Einöde)
- Mollenberg (Dorf)
- Oberholz (Dorf)
- Obernützenbrugg (Dorf)
- Rupolz (Dorf)
- Scheidenweiler (Dorf)
- Schillers (Einöde)
- Stockenweiler (Dorf)
- Unternützenbrugg (Weiler)
- Volklings (Weiler)
- Wolfgangsberg (Weiler)

Es gibt nur die Gemarkung Hergensweiler.

### Nachbargemeinden
|                  | Hergatz                                     |           |
| Wangen im Allgäu | Kompassrose, die auf Nachbargemeinden zeigt | Opfenbach |
| Weißensberg      | Sigmarszell                                 |           |

## Geschichte

### Bis zur Gemeindegründung
Hergensweiler wurde, wie einige benachbarte Gemeinden, um das Jahr 800 gegründet. Den ersten steinernen Kirchbau weihte der Konstanzer Bischof Gebhard III. am 5. Oktober 1108.
Der Ort war ein Amt der Freien Reichsstadt Lindau und wurde im Reichsdeputationshauptschluss 1803 den Fürsten von Bretzenheim als ein Teil des neugebildeten Fürstentums Lindau zugesprochen. Diese vertauschten es 1804 an Österreich, welches es 1805 an Bayern abtreten musste. Kirchlich gehörte das Dorf bis zur Säkularisation zum Kloster Weingarten.

### Einwohnerentwicklung
| Stand     | 1970 | 1987 | 1991 | 1995 | 2000 | 2005 | 2010 | 2015 | 2020 |
| --------- | ---- | ---- | ---- | ---- | ---- | ---- | ---- | ---- | ---- |
| Einwohner | 1098 | 1391 | 1466 | 1499 | 1660 | 1757 | 1759 | 1860 | 1888 |

Zwischen 1988 und 2018 wuchs die Gemeinde von 1393 auf 1886 um 493 Einwohner bzw. um 35,4 % – der zweithöchste prozentuale Anstieg im Landkreis im genannten Zeitraum.

## Politik und Öffentliche Verwaltung
Die Gemeinde ein Mitglied der Verwaltungsgemeinschaft Sigmarszell.

### Gemeinderat
Nach dem Ergebnis der Kommunalwahl 2020 gehörten alle Ratsmitglieder der Gemeinschaftsliste Hergensweiler an.

### Bürgermeister
Erster Bürgermeister ist seit Mai 2014 Wolfgang Strohmaier (Gemeinschaftsliste), er wurde im März 2014 mit 74,9 % der Stimmen gewählt und 2020 im Amt bestätigt.
Im Januar 2011 erlebte Hergensweiler eine „Regierungskrise“, die mehrere Monate schwelte. Die Mehrheit der Gemeinderäte forderte Strohmaiers Vorgänger Betz zum Rücktritt auf, Betz jedoch lehnte auf Anraten des Landratsamtes öffentlich ab.

### Wappen
| Wappen von Hergensweiler | Blasonierung: „In Silber eine breite, dreilatzige rote Fahne mit goldenen Fransen, darüber nebeneinander zwei grüne Lindenblätter, darunter eine rote heraldische Lilie.“ |
| Wappen von Hergensweiler | Wappenbegründung: Die rote dreilatzige Fahne mit den goldenen Fransen erinnert an die Grafen Montfort, die in Hergensweiler bis 1780 die Hochgerichtsrechte innehatten. Die grünen Lindenblätter weisen auf die Landeshoheit der Reichsstadt Lindau hin. Der Ort gehörte seit dem Vertrag Lindaus mit den Grafen Montfort im Jahr 1476 zur Hauptmannschaft Hergensweiler und entwickelte sich dadurch zu einem Zentrum. Die Lilie stammt aus dem Wappen des Dichters Herrmann von Lingg, der 1820 in Lindau geboren wurde und 1905 in München starb. Lingg war Mitglied des Münchner Dichterkreises um Emanuel Geibel und mit dem Ort Hergensweiler eng verbunden. 1890 wurde ihm der Kronorden des persönlichen Adels und ein eigenes Wappen verliehen. Dieses Wappen wird seit 1966 geführt. |

## Kultur und Sehenswürdigkeiten
- Antoniuskapelle

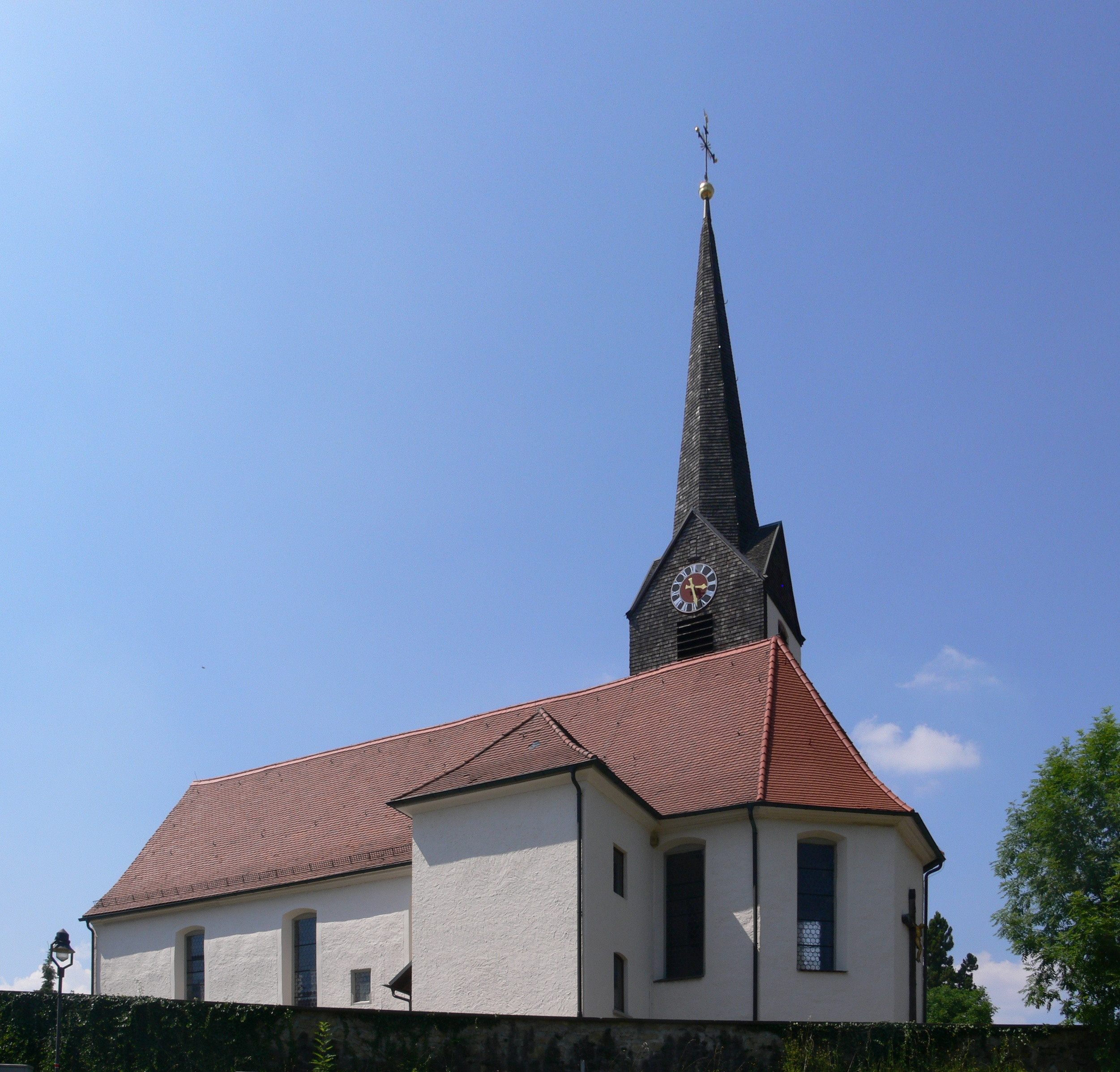
Pfarrkirche St. Ambrosius

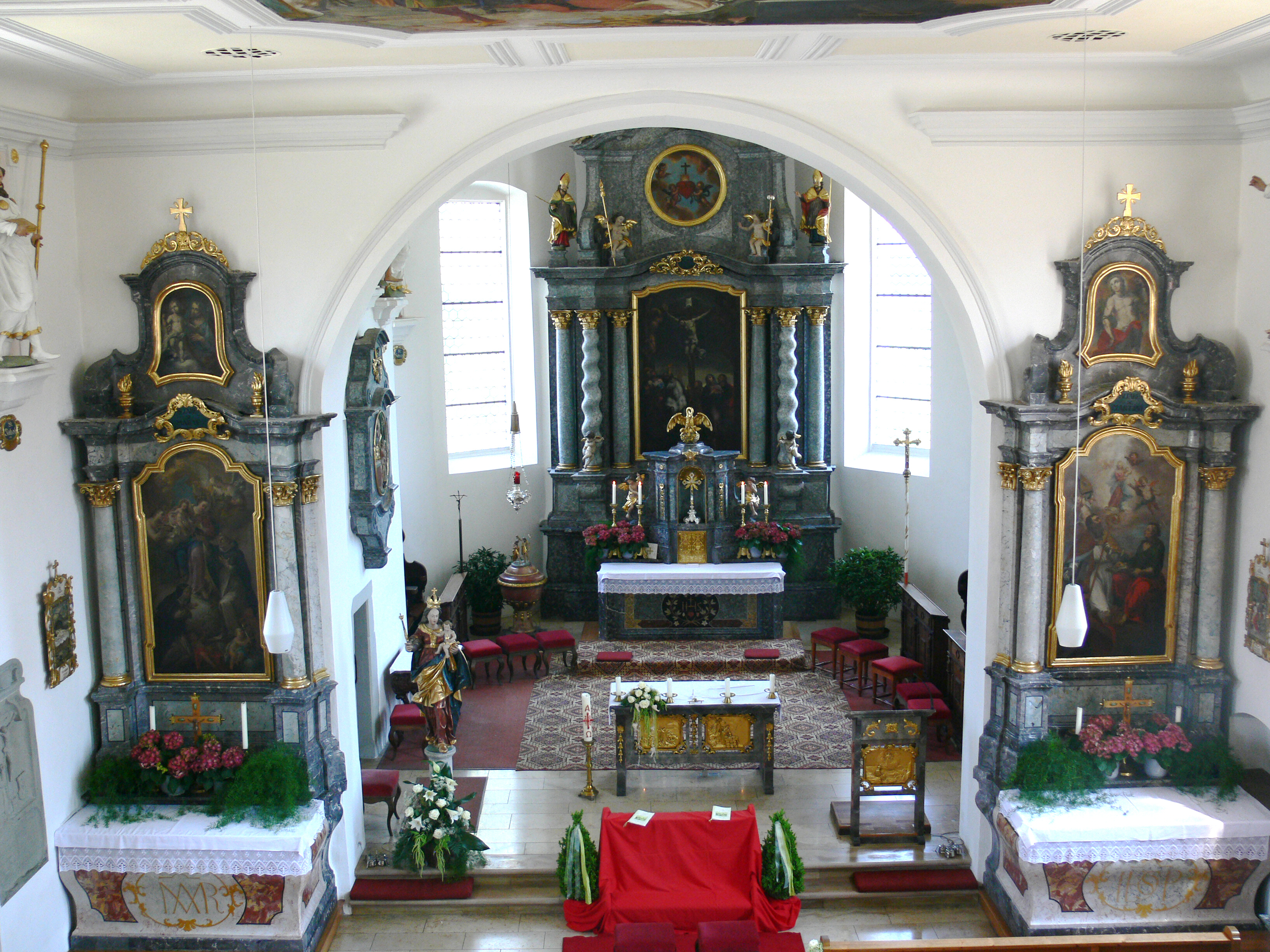
Pfarrkirche St. Ambrosius

- Heimatmuseum mit einer umfangreichen Sammlung zur religiösen Volkskunst[10]
- Katholische Pfarrkirche St. Ambrosius mit einem Altar des Wessobrunners Franz Schmuzer sowie Deckengemälde und Ölbergszene an der Außenfassade von Gebhard Fugel
- Naturschutzgebiet Stockenweiler Weiher
- Wanderwege rund um die Leiblach
- Hergensweiler Fest (alljährlich am ersten Augustwochenende); entstammend dem Bruderschaftsfest, das seit Jahrhunderten in Hergensweiler (erste Hinweise darauf 1712) gefeiert wird. Diese Rosenkranzbruderschaft besteht bis heute.

## Wirtschaft und Infrastruktur

### Wirtschaft einschließlich Land- und Forstwirtschaft
Größter Arbeitgeber in der Gemeinde ist mit ca. 400 Beschäftigten der Verpackungshersteller Rose Plastic AG.
Im Jahr 2021 gab es nach der amtlichen Statistik im Bereich der Land- und Forstwirtschaft keine, im produzierenden Gewerbe 501 und im Bereich Handel und Verkehr 42 sozialversicherungspflichtig Beschäftigte am Arbeitsort. In sonstigen Wirtschaftsbereichen waren am Arbeitsort 75 Personen sozialversicherungspflichtig beschäftigt. Sozialversicherungspflichtig Beschäftigte am Wohnort gab es 754. Im verarbeitenden Gewerbe gab es einen, im Bauhauptgewerbe fünf Betriebe. Zudem bestanden im Jahr 2020 20 landwirtschaftliche Betriebe mit einer landwirtschaftlich genutzten Fläche von 550  ha, davon waren 524 ha Dauergrünfläche.

### Bildung
2022 gab es folgende Einrichtungen:
- Kindergarten: 90 Kindergartenplätze mit 86 Kindern und ein Verein im „Netz für Kinder“ mit Kinderbetreuung von drei bis sechs Jahren mit 15 Kindern (Elterninitiative)
- Eine Volksschule mit vier Lehrern und 69 Schülern

### Verkehr
Hergensweiler liegt am Bodensee-Königssee-Radweg, welcher in Lindau beginnt und zunächst über Sigmarszell und Hergensweiler nach Hergatz und weiter über Röthenbach (Allgäu) nach Oberstaufen führt.

## Persönlichkeiten
- Hermann von Lingg (1820–1905), Autor und Dichter
- Franz Joseph Salwirk (1762–1820), geboren in Mollenberg, war Graveur und Medailleur an der Mailänder Münze
- Paschalis Schmid (1887–1957), Salvatorianer und Begründer der Zeitschrift „Priestersamstag“[11]
- Hans-Hermann Kocks (* 1945), Jurist und Verbandsfunktionär